# Ernst Paul Boruttau
Ernst Paul Boruttau (* 25. Februar 1886 in Potsdam; † 6. März 1979) war ein deutscher Jurist, Beamter und Richter am Bundesfinanzhof.

## Leben
Boruttau wuchs in Ostpreußen auf und besuchte das humanistische Gymnasium in Marienwerder. Nach dem Tod des Vaters zog die Familie nach  Königsberg, wo Boruttau 1904 sein Abitur ablegte. Im selben Jahr begann er das Studium der Rechtswissenschaften an der dortigen Universität. Nach einem Wechsel an die Universität Freiburg legte er dort 1907 sein Erstes Staatsexamen ab. Anschließend leistete er in Rastenburg und Königsberg sein Referendariat ab, woraufhin er 1912 mit gut sein Zweites Examen bestand.
Im März 1914 wurde Boruttau schließlich zum Regierungsassessor bei der Oberzolldirektion Magdeburg ernannt. Zum Einsatz im Ersten Weltkrieg wurde er wegen eines Gehörschadens erst im April 1916 eingezogen. Nach Einsätzen in Mazedonien und vor Verdun und der Auszeichnung mit dem Eisernen Kreuz wurde er im Dezember 1918 als Leutnant der Reserve verabschiedet und zum Vorstand des Stempel- und Erbschaftssteueramtes Magdeburg bestellt. Zum 1. April 1920 wurde Vorsteher des Finanzamtes Wittenberg, 1924 wurde er an das Finanzamt Berlin-Börse versetzt, zu dessen Vorsteher bestellt und zum Oberregierungsrat befördert. Vom Präsidenten des Landesfinanzamtes wurde er wie folgte beurteilt: „Boruttau gehört zu den bestbefähigten Beamten des Landesfinanzamtsbezirks und leitet mit vollen Erfolgen und großem Fleiß das schwierigste und größte Finanzamt des Bezirks.“ Aus dieser Zeit stammen zahlreiche, die uneinheitlichen Steuergesetze erläuternde Aufsätze in einschlägigen Fachzeitschriften. Damit und durch seine Kommentare erwarb sich Boruttau bald den Ruf eines Fachmanns für das Verkehrsteuerrecht.
Am 15. November 1937 beantragte Boruttau die Aufnahme in die NSDAP und wurde rückwirkend zum 1. Mai desselben Jahres aufgenommen (Mitgliedsnummer 5.583.884). Er wurde im selben Jahr als Ministerialrat in das Reichsfinanzministerium berufen. Dort wirkte er maßgeblich am Entwurf des Grunderwerbsteuergesetzes von 1940 mit, das das 1982 erlassene Grunderwerbsteuergesetz maßgeblich beeinflusst hat. Zudem war er an der Schaffung der „Judenvermögensabgabe“ beteiligt, die von den jüdischen Deutschen als „Sühneleistung“ für „die feindliche Haltung des Judentums gegenüber dem deutschen Volk“ erhoben wurde. Das von ihm im Reichsfinanzministerium geleitete Referat war nach den Worten der Berliner Wirtschaftswissenschaftlerin Regine Buchheim „neben der SS Hauptakteur der Verfolgung und Vernichtung der jüdischen Deutschen“.
Zum 1. April 1943 wurde Boruttau zum Richter am Reichsfinanzhof ernannt. Nach Kriegsende wurde er in den 1950 neu eingerichteten Bundesfinanzhof berufen, wo er im für die Rechtsverkehrsteuern und die Erbschaftsteuer zuständigen Senat wirkte. Mit dem Erreichen der damaligen Altersgrenze schied Boruttau zum 29. Februar 1956 aus dem Bundesfinanzhof aus. Doch auch noch im Ruhestand kommentierte er weiterhin die einschlägigen Steuernormen. 1956 wurde ihm zudem das Große Verdienstkreuz der Bundesrepublik Deutschland verliehen.

## Werke (Auswahl)
Bekannt wurde Boruttau vor allem durch den nach ihm benannten und bis heute in 19. Auflage fortgeführten Kommentar zum Grunderwerbsteuergesetz.
- Das Urkundensteuergesetz vom 5. Mai 1936 mit den Durchführungsbestimmung vom 6. Mai 1936 : Erläuterungsbuch. 5. Auflage. Heymann, Berlin 1940.
- Grundriss der Kapitalverkehrsteuer. Schäffer, Stuttgart 1950.
- mit Oskar Schadeck: Kapitalverkehrsteuer. 2. Auflage. Schäffer, Stuttgart 1964.
- zuletzt mit Otto Klein und Hans Egly: Grunderwerbsteuergesetz mit Durchführungsverordnung und landesrechtlichen Einzelvorschriften : Kommentar. 8. Auflage. C.H. Beck, München 1965 (zuletzt in 18. Auflage erschienen).